# Nishi-ku (Niigata)
Nishi-ku (西区?) è uno degli otto quartieri amministrativi della città di Niigata, in Giappone.